# Kategoria e Parë 1955
La Kategoria e Parë 1955 fu la 18ª edizione della massima serie del campionato albanese di calcio disputato tra il 6 marzo e il 20 novembre 1955 e concluso con la vittoria della Dinamo Tirana, al suo quinto titolo.
Capocannonieri del torneo furono Skënder Jareci (Dinamo Tirana) e Refik Resmja (Partizani Tirana) con 23 reti.

## Formula
In questa edizione le squadre partecipanti furono 16 e disputarono un girone di andata e ritorno per un totale di 30 partite con le ultime tre retrocesse nella serie inferiore.
Al termine della competizione 4 squadre si sciolsero:Luftëtari Sh.B.O. "Enver Hoxha" Tiranë, Tekstilisti, Dinamo Shkodër e Dinamo Durrës.

## Squadre
| Squadra                                | Città        | Stadio | Stagione 1954      |
| -------------------------------------- | ------------ | ------ | ------------------ |
| Puna Shkodër                           | Scutari      |        | 4°                 |
| Puna Korçë                             | Coriza       |        | 11°                |
| Puna Durrës                            | Durazzo      |        | 9°                 |
| Puna Tiranë                            | Tirana       |        | 3°                 |
| Puna Elbasan                           | Elbasan      |        | 12°                |
| KF Partizani Tirana                    | Tirana       |        | Campione d'Albania |
| Dinamo Tirana                          | Tirana       |        | 2°                 |
| Puna Vlorë                             | Valona       |        | 7°                 |
| Dinamo Durrës                          | Durazzo      |        | 8°                 |
| Luftëtari Sh.B.O. "Enver Hoxha" Tiranë | Tirana       |        | 5°                 |
| Puna Kavajë                            | Kavajë       |        | 6°                 |
| Spartaku Tiranë                        | Tirana       |        | 10°                |
| Dinamo Shkodër                         | Scutari      |        | Kategoria e Dytë   |
| Tekstilisti                            | Tirana       |        | Kategoria e Dytë   |
| Puna Berat                             | Berat        |        | Kategoria e Dytë   |
| Puna Gjirokastër                       | Argirocastro |        | Kategoria e Dytë   |

## Classifica finale
|                    | Pos. | Squadra                                | Pt | G  | V  | N  | P  | GF | GS | DR  |
| ------------------ | ---- | -------------------------------------- | -- | -- | -- | -- | -- | -- | -- | --- |
| Albania (bandiera) | 1.   | Dinamo                                 | 55 | 30 | 25 | 5  | 0  | 74 | 9  | +65 |
|                    | 2.   | Partizani                              | 55 | 30 | 26 | 3  | 1  | 96 | 15 | +81 |
|                    | 3.   | Puna Tiranë                            | 37 | 30 | 16 | 5  | 9  | 50 | 35 | +15 |
|                    | 4.   | Dinamo Shkodër                         | 33 | 30 | 13 | 7  | 10 | 46 | 41 | +5  |
|                    | 5.   | Puna Shkodër                           | 32 | 30 | 11 | 10 | 9  | 30 | 22 | +8  |
|                    | 6.   | Dinamo Durrës                          | 31 | 30 | 10 | 11 | 9  | 34 | 28 | +6  |
|                    | 7.   | Puna Vlorë                             | 31 | 30 | 10 | 11 | 9  | 33 | 37 | -4  |
|                    | 8.   | Luftëtari Sh.B.O. "Enver Hoxha" Tiranë | 31 | 30 | 11 | 9  | 10 | 38 | 46 | -8  |
|                    | 9.   | Puna Korçë                             | 28 | 30 | 10 | 8  | 12 | 37 | 37 | 0   |
|                    | 10.  | Puna Kavajë                            | 27 | 30 | 8  | 11 | 11 | 37 | 49 | -12 |
|                    | 11.  | Tekstilisti                            | 25 | 30 | 7  | 11 | 12 | 28 | 39 | -11 |
|                    | 12.  | Puna Berat                             | 25 | 30 | 8  | 9  | 13 | 34 | 53 | -19 |
|                    | 13.  | Puna Durrës                            | 23 | 30 | 6  | 11 | 13 | 25 | 40 | -15 |
|                    | 14.  | Spartaku Tiranë                        | 22 | 30 | 6  | 10 | 14 | 36 | 46 | -10 |
|                    | 15.  | Puna Elbasan                           | 19 | 30 | 5  | 9  | 16 | 20 | 53 | -33 |
|                    | 16.  | Puna Gjirokastër                       | 6  | 30 | 2  | 2  | 26 | 14 | 82 | -68 |

Legenda:

      Campione d'Albania
      Retrocesso in Kategoria e Dytë
Note:

Due punti a vittoria, uno a pareggio, zero a sconfitta.

## Verdetti
- Campione: Dinamo Tirana
- Retrocessa in Kategoria e Dytë:Spartaku Tiranë, Puna Gjirokastër, Puna Elbasan, Tekstilisti, Luftëtari Sh.B.O. "Enver Hoxha" Tiranë, Dinamo Durrës, Dinamo Shkodër